# 蒂姆·普伦德加斯特
蒂姆·普伦德加斯特（英語：Tim Prendergast，1979年3月1日—），新西兰男子田径运动员。他曾代表新西兰参加2000年、2004年、2008年和2012年夏季残疾人奥林匹克运动会田径比赛，获得一枚金牌和二枚银牌。